# Carmen Pereira
Carmen Pereira, también conocida como Carmen Maria de Araújo Pereira (Bisáu, Guinea Portuguesa, 22 de septiembre de 1936 - Bisáu, 4 de junio de 2016) fue una política y médica y activista por los derechos de las mujeres bisauguineana conocida especialmente por ser la primera mujer en África que asumió la presidencia de un país. Fue comandante de la guerrilla, estuvo en la primera línea de lucha por la independencia de Guinea-Bisáu con frecuencia, bajo el fuego directo de los portugueses. Posteriormente tuvo una larga trayectoria política ocupando varios cargos institucionales. Fue diputada, vicepresidenta de la  Asamblea Nacional Popular y finalmente presidenta de la Asamblea entre 1980 y 1984. Fue en el ejercicio de la presidencia de la Asamblea cuando asumió el cargo de presidenta de Guinea-Bissau del 14 de mayo al 16 de mayo de 1984 durante tres días, cuando se promulgó una nueva constitución, convirtiéndose en la primera mujer presidenta en África y la única de la historia hasta el momento de Guinea-Bisáu.

## Biografía
Pereira era hija de uno de los pocos abogados africanos que habían migrado a la Guinea Portuguesa. Se casó joven y tanto ella como su marido participaron en la guerra por la independencia de Portugal, que abrió un ciclo de descolonización en África entre 1958-61 en contra el dominio europeo.
Implicada en la lucha por los derechos de las mujeres en 1961 participó en el nacimiento de la Unión de Mujeres de Guinea-Bisáu y Cabo Verde (UDEMU), una organización creada con el objetivo de movilizar a las mujeres para la lucha frente al colonialismo y combatir las actitudes sexistas que atentaban contra la dignidad por el hecho de ser mujeres. Con la guerra UDEMU desapareció porque las mujeres estaban en diferentes frentes y no podían participar activamente en la organización. Después la organización resurgió encargándose de la movilización de las mujeres en proyectos de desarrollo sin embargo Pereira rechazó estar en el liderazgo optando por dedicarse a trabajar en el Ministerio de Salud.
A principios de los años 60 se unió al Partido Africano para la Independencia de Guinea y Cabo Verde (PAIGC). En el libro autobiográfico explica que descubrió la existencia del movimiento por accidente. Su primer marido Tito Lívio Vaz Fernandes, con quien no tuvo un matrimonio feliz aunque no ofrece muchos detalles sobre él en sus diarios huyó de Bisáu a Senegal en 1961 por estar perseguido por la policía secreta portuguesa debido a su afiliación al PAIGC. Unos años antes sintió curiosidad por sus actividades y buscando en casa después que pasaran por allí algunas personas que le resultaron sospechosas encontró "varios documentos debajo de la cama, estatutos, bandera". Cuando Tito regresó a casa ella le explicó que había leído los documentos y que también quería formar parte de la lucha.
Durante la actividad política clandestina de 1956 a 1962 las mujeres organizaban reuniones de los dirigentes políticos, preparaban y distribuían material de propaganda y escondían en sus casas a hombres perseguidos por la Policía Internacional de Defensa del Estado (PIDE). Cuando en 1963 empezó la lucha armada eran informantes. Con la lucha también evolucionaron las posiciones del PAIGC y especialmente de su líder Amílcar Cabral en relación con el protagonismo de las mujeres en la lucha por la independencia. En 1966  participaron la lucha armada intensificada formando las milicias populares, grupos armados de mujeres que tenían como misión proteger a la población de las aldeas de las zonas liberadas de los ataques del ejército colonial.
Camen Pereira fue la primera mujer comisaria política en la región sur de Guinea-Bisáu, la única mujer miembro del Consejo Superior de la Lucha, órgano máximo de dirección entre los dos congresos. Es el momento en el que se suman también otras mujeres que destacarán en el movimiento revolucionario como Teodora Gomes, Francisca Pereira y Ernestina Silá, conocida como Titina Silá, primera mujer guerrillera con nivel superior de instrucción asesinada en una emboscada realizada por militares portugueses en 1973 cuando regresaba del funeral de Amílcar Cabral también asesinado.
Carmen Pereira llegó a comandante del Frente Sul, la guerrilla más decisiva para la victoria del PAIGC en la guerra. Años después recordaba la experiencia y denunciaba el uso de fósforo blanco en una aldea. En el libro autobiográfico Os meus três amores: o diário de Carmen Maria de Araújo Pereira : uma visão de Odete Costa Semedo, publicado poco después de su muerte, explica la incómoda relación de Silá con el futuro presidente del país Nino Vieira y cómo su carácter «mujeriego» llevó a la apelación a Amílcar Cabral para intercambiar frentes militares con Carmen Pereira para no tener que enfrentarse a la infidelidad de su pareja, acordándose así la sustitución y trasladando así a Pereira al sur del país donde se convirtió en la primera mujer en fundar hospitales en las zonas liberadas de Guinea-Bisáu.
Con el tiempo Carmen Pereira se convirtió en objetivo prioritario a abatir y tuvo que salir del país. Vivió un tiempo en Senegal y de allí se trasladó a la Unión Soviética donde estudió medicina. Fue también representante de la  Organización Panafricana de Mujeres en Argelia.  
Pereira había estado en varias ocasiones en Moscú, primero en una formación en un curso de teoría política y más tarde acompañando a un grupo de 20 mujeres jóvenes para apoyar su alfabetización. En tres meses, afirma, sabían lo suficiente para poder copiar frases y firmar una carta enviada a Cabral desde Kiev.

### Trayectoria institucional

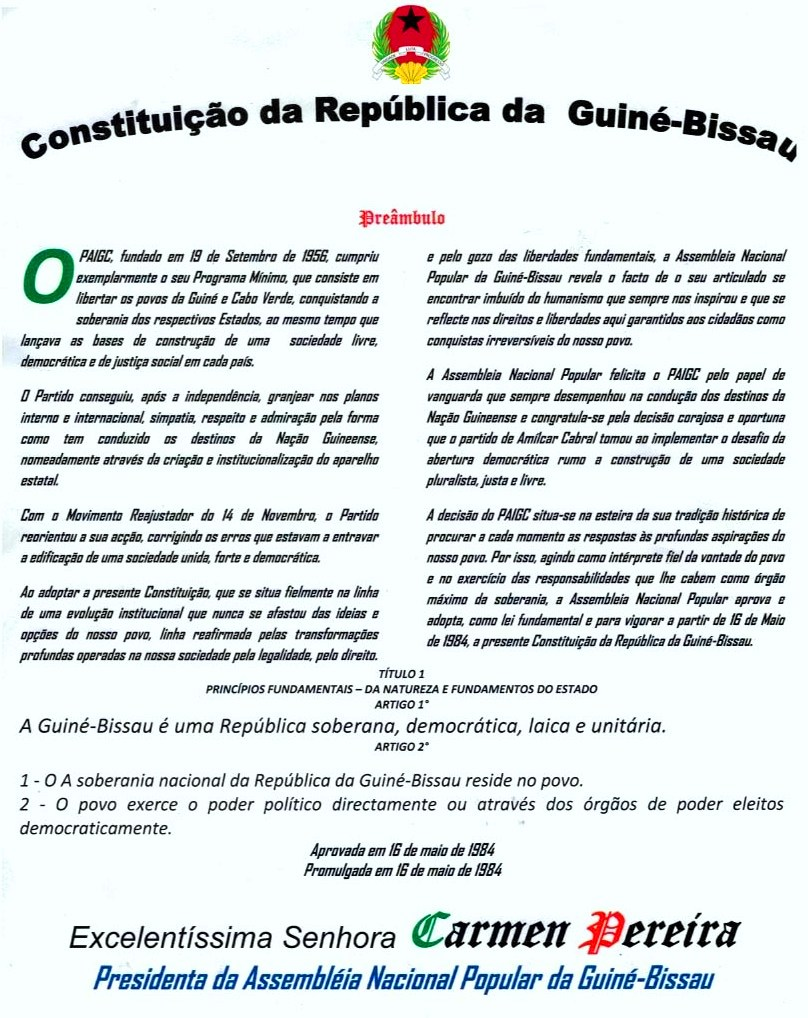
Como presidenta de la Asamblea Nacional Popular promulgó el 16 de mayo de 1984 la Constitución de la República de Guinea-Bisáu.

Retornó a Guinea-Bisáu y se dedicó al activismo político y a la salud. 
En 1973 fue elegida diputada por la región de Bisáu y el mismo año nombrada Vicepresidenta de la  Asamblea Nacional Popular. 
De 1975 a 1980 fue presidenta del Parlamento de Cabo Verde y Guinea-Bissau. 
De 1981 a 1983, Pereira fue Ministra de Salud

#### Presidenta de Guinea-Bissau por tres días
En 1984 como presidenta de la Asamblea Nacional de Guinea-Bissau, durante la transición de Nino Vieira, asumió el cargo de presidenta de Guinea-Bissau del 14 al 16 de mayo de 1984  cuando se promulgó una nueva constitución. 
Pereira fue miembro del Consejo de Estado de 1989 a 1990 y Ministra de Estado de Asuntos Sociales en los años 1990 y 1991. Finalmente, fue Vice primera ministra de Guinea-Bissau hasta 1992.

## Memorias y derechos de las mujeres
En 2016 poco después de su muerte se publicó Os meus três amores: o diário de Carmen Maria de Araújo Pereira : uma visão de Odete Costa Semedo, (Número 1 de Coleçao Kebur II.: Série Palavras de mulher) un libro autobiográfico organizado por la poetisa y escritora Odete Costa Semedo con el prefacio de Margarida Calafate Ribeiro, en el que Pereira reflexiona sobre las renuncias a vida personal y a su papel como madre por activismo en la lucha política, entre otras cuestiones reivindica su papel en la lucha en el seno del Partido Africano para la Independencia de Guinea y Cabo Verde por la igualdad de sexos aunque también reconoce que no sabía porqué no le gustaba trabajar con mujeres y prefería trabajar junto a los hombres en la vida pública. Su actitud era la de defender el ser tratada como igual a sus contrapartes masculinas.
Pereira siempre fue consciente de las barreras de clase y de la educación para concienciar a las mujeres en la lucha. Con frecuencia las mujeres carecían de educación formal. En sus memorias también revisa sutilmente el papel del líder de la revolución Amílcar Cabral como «héroe feminista» teniendo en cuenta que Cabral con frecuencia señala a menudo su posición de poner los intereses de las mujeres en el centro de la revolución. Carmen Pereira no duda del papel positivo de Cabral quien le marca intelectual y políticamente. Describe a Cabral com «muy amigo de las mujeres» pero también revela los prejuicios de éste durante los primeros años de la lucha por la independencia y en alguna ocasión señaló las dificultades de las mujeres para guardar secretos. Según Pereira con el paso de los años los prejuicios de Cabral fueron desapareciendo descubriendo que las mujeres eran fiables y fieles. Una evolución en la que según investigadores, la influencia de Carmen Pereira no fue ajena.
En el diario explica que en una ocasión Cabral le preguntó sobre si era mayor su amor por la patria o por sus hijos, ella le respondió que a la patria. Entonces Cabral le envió a la URSS en una misión para educar a veinte mujeres jóvenes funcionalmente analfabetas para mostrar su militancia asegurando que el partido cuidaría a sus hijos.
Pereira comienza la sección del diario de su libro explicando a su lector o lectora que está a punto de leer «mi biografía y mi discurso, mi último deseo»  En este sentido Phillip Rothwell, profesor de la Universidad de Oxford especializado en literaturas y culturas de Portugal y de la lusofonía en África señala que «El eco testamentario de sus palabras sustenta el deseo de dejar para la posteridad un relato de lo que fue realmente el ser una mujer y una madre que no solo tuvo que luchar contra el colonialismo sino que también tuvo que luchar para que se le permita unirse a la lucha contra el colonialismo.»

## Vida personal
Su primer marido fue Tito Lívio Vaz Fernandes, con quien no tuvo un matrimonio feliz aunque no da muchos detalles en su autobiografía. Gracias a los avances logrados por el PAIGC Pereira pudo escapar de su matrimonio. Cabral afirmó «cada mujer es libre de decidir con quién quiere estar».
Después empezó su militancia en el partido y la revolución y con frecuencia supeditó su situación familiar a la lucha política. Carmen tuvo a lo largo de su vida tres relaciones y tres hijos, que se educaron en Cuba enviados por el partido de los que ni siquiera se pudo despedir por llegar tarde cuando embarcaron hacia la isla, algo que le pesó durante meses aunque más tarde pudo visitarlos durante un viaje de una delegación. En el libro autobiográfico concluyó «ya no era posible tener un compañero. Estaba siendo muy difícil manejar ese tipo de relación y decidí estar sola, trabajar y terminar de cuidar a mis hijos».

## Otras informaciones
- El compositor José Lopes escribió una canción en honor a Pereira[5]